# GSC6532-2200
GSC6532-2200 — хімічно пекулярна зоря спектрального класу B5, що має видиму зоряну величину в смузі V приблизно  9,2.

## Пекулярний хімічний вміст
Зоряна атмосфера GSC6532-2200 має підвищений вміст 
He
.